# Michel Phélypeaux de La Vrillière
Pour les autres membres de la famille, voir Famille Phélypeaux.
Michel Phélypeaux de la Vrillière est un prélat catholique, 60e évêque d'Uzès, de 1674 à 1677, puis archevêque de Bourges de 1677 à 1694.

## Famille
Michel Phélypeaux, né à Paris vers 1642, est issu de la famille Phélypeaux, qui a donné au royaume de France, pendant 165 ans consécutifs, des ministres et des secrétaires d'État. Il est le 3e fils de Louis Ier Phélypeaux de La Vrillière et de Marie Particelli (morte en 1670), fille de Michel Particelli d'Émery. Il reçoit très jeune en commende l'abbaye Saint-Vincent de Nieul-sur-l'Autise et celles de Saint-Lô et de L'Absie

## Carrière épiscopale
Ordonné prêtre le 25 mars 1675 il est désigné dès le 31 mars 1675, comme évêque d'Uzès. Confirmé le 23 mars 1676 il est consacré à Paris, le 7 juin 1676, par le cardinal de Bonzi, archevêque de Narbonne, et les évêques de Béziers et de Montauban. La Vrillière est ensuite choisi comme archevêque de Bourges le 18 juin 1677 et il résigne son siège d'Uzès l'année suivante. Il est confirmé comme archevêque le 10 avril 1679. En 1685 lors des Dragonnades, il va s'installer à Sancerre, accompagné de dragons, et « convertit » sous la menace plus de mille protestants. Il meurt à Paris le 28 avril 1694.
Phélypeaux de la Vrillière portait écartelé au 1 et 4 d'azur semé de roses d'or, au franc-quartier d'hermine ; au 2 et 3 d'argent à trois lézards de sinople posés 2 et 1.